# Liste von Kriegsgräberstätten in Hamburg
Die Liste von Kriegsgräberstätten in Hamburg benennt Kriegsgräberstätten in Hamburg ohne Anspruch auf Vollständigkeit.

## Liste
Auf den Hamburger Friedhöfen befinden sich mehrere Kriegsgräber unter anderem für die Bombenopfer aus dem Zweiten Weltkrieg.
| Bezeichnung                                      | Bezirk-Stadtteil | Beschreibung | Foto |
| ------------------------------------------------ | --- | --- | ---- |
| Kriegsgräberstätte Bombenopfer Hamburg-Ohlsdorf  | Hamburg-Ohlsdorf. In der Nähe des östlichen Eingangs zum Friedhof (Bramfeld, Bramfelder Chaussee) in der Nähe der Kapelle 13. Die Bombenopfer-Einzelgrabanlage befindet sich in der Nähe der Kapelle 10. | Sammelgrab der Opfer des Hamburger Feuersturms. |      |
| Deutsche Kriegsgräberstätte Hamburg-Ohlsdorf     | Hamburg-Ohlsdorf. Die Gräber der deutschen Soldaten befinden sich in der Mitte des West-Ost-Verlaufs des Friedhofs an der Ida-Ehre-Allee (früher: Krieger-Ehrenallee) in der Nähe der Kapelle 9.         | Die deutschen Kriegsgräberfelder des Ersten und des Zweiten Weltkriegs schließen aneinander an. |      |
| Hamburg Cemetery                                 | Hamburg-Ohlsdorf, auf dem großen Parkfriedhof Ohlsdorf in der Nähe der Kapelle 12 | Kriegsgräberstätte mit 676 Soldatengräbern des Ersten Weltkriegs und 1889 Soldatengräbern des Zweiten Weltkriegs, die durch die Commonwealth War Graves Commission (CWGC) errichtet wurde und durch diese betreut wird. |      |
| Niederländische Kriegsgräberstätte Hamburg       | Hamburg-Ohlsdorf. Das niederländische Ehrenfeld liegt in der Nähe des östlichen Eingangs zum Friedhof (Bramfeld, Bramfelder Chaussee) und etwas weiter entfernt von Kapelle 13.                          | In den Gräbern sind die niederländischen Toten aus Hamburg und Umgebung beigesetzt, die in Konzentrationslagern, durch NS-Zwangsarbeit und beim sogenannten Arbeitseinsatz starben                                      |      |
| Polnische Kriegsgräberstätte Hamburg-Ohlsdorf    | Hamburg-Ohlsdorf. Die polnischen Kriegsgräber liegen in der Nähe des östlichen Eingangs zum Friedhof (Bramfeld, Bramfelder Chaussee) und etwas weiter entfernt von Kapelle 13.                           | Polnischen Kriegsopfer, die auf dem Friedhof Ohlsdorf in Hamburg beigesetzt sind |      |
| Sowjetische Kriegsgräberstätte Hamburg-Ohlsdorf  | Hamburg-Ohlsdorf. In der Nähe der nördlichen Einfahrt S-Bahn Kornweg, Wellingsbüttler Straße, Kornweg an der Linnéstraße und in der Nähe der Kapelle 9.                                                  | Auf dem Gräberfeld ruhen 384 sowjetische Kriegsgefangene. Auf dem Gräberfeld nahe Kapelle 13 ruhen 140 sowjetische Zwangsarbeiterinnen, die bei einer Bombardierung starben.                                            |      |
| Kriegsgräberstätte Altona                        | Hamburg-Altona, Friedhof Altona | Am Ende des Friedhofs befinden sich rund um ein Hochkreuz Gräber aus der Zeit des Zweiten Weltkriegs von Soldaten, Bombenopfern und Opfern aus Konzentrationslagern.                                                    |      |
| Sowjetische Kriegsgräberstätte Hamburg-Bergedorf | Hamburg-Bergedorf. Das Gräberfeld liegt im neueren Teil des Friedhofs, südöstlich der August-Bebel-Straße auf halbem Weg zur Kapelle 2.                                                                  | Ruhestätte für 652 sowjetische Soldaten und Kriegsgefangene, die im KZ Neuengamme zu Tode kamen. In der Nähe der Kapelle 1 befinden sich Gräber von Kriegstoten, darunter auch Gräber von Bombenopfern.                 |      |
| Deutsche Kriegsgräberstätte Hamburg-Bergedorf    | Hamburg-Bergedorf, Friedhof Bergedorf. Auf dem alten Teil des Friedhof Bergedorf in der Nähe der Kapelle 1.                                                                                              | Ruhestätte für deutsche Soldaten des Ersten und Zweiten Weltkriegs, Bombenopfer und Opfer der Gewaltherrschaft. |      |
| Neuer Friedhof Harburg                           | Hamburg-Eißendorf | Im westlichen Teil des Friedhofs befinden sich 1707 Kriegsgräber von Bombenopfern des Zweiten Weltkriegs, darunter auch 471 Gräber von Zwangsarbeitern, die bei Bombardierungen starben.                                |      |
| Italienische Kriegsgräberstätte Hamburg-Öjendorf | Hamburg-Öjendorf. Im nördlichen Ende des Friedhofs Öjendorf befindet sich die italienische Kriegsgräberstätte im Friedhofsbereich 204.                                                                   | Sammelfriedhof für Norddeutschland. Italienischen Staatsangehörige, die im Zeitraum ab Beginn des Zweiten Weltkriegs bis zum 15. April 1946 starben.                                                                    |      |